# Ted Mapes
Ted Mapes, nato John Tylor Mapes (St. Edward, 25 novembre 1901 – Burbank, 9 settembre 1984), è stato un attore statunitense.

## Filmografia parziale

### Cinema
- The Monster and the Ape, regia di Howard Bretherton (1945)
- Under Arizona Skies, regia di Lambert Hillyer (1946)
- Daughter of Don Q, regia di Spencer Gordon Bennet e Fred C. Brannon (1946)
- Passaggio di notte (Night Passage), regia di James Neilson (1957)

### Televisione
- The Restless Gun – serie TV, episodio 1x03 (1957)
- Cimarron City – serie TV, episodio 1x20 (1959)
- Whispering Smith – serie TV, episodio 1x20 (1961)